# Calum Kennedy
Calum Kennedy (né Malcolm Martin Kennedy; 2 juin 1928 - 15 avril 2006) était un chanteur écossais.

## Biographie
Kennedy est né le 2 juin 1928 à Lewis en Écosse, et a remporté une médaille d'or à la Mòd, en chantant en gaélique écossais. Son premier grand succès hors de l'Écosse était en remportant le Championnat du Monde de Ballade à Moscou en 1957.
Il avait sa propre émission de télévision, et a été élu "Personnalité TV Grampian de l'année». Il a été marié à une autre médaillé d'or Mod, Anne Gillies, qui est décédé en 1974. Il portait des tartans sur ses couvertures LP.
Son meilleur enregistrement a probablement été Islands of Scotland enregistré pour le label Decca Ace of Clubs dans les années 1960. Celui-ci contient une version de "Land o' Heart's Desire» parmi d'autres belles chansons en anglais.
La BBC produit un programme au début des années 1980 appelé Calum Kennedy's Commando Course, qui a documenté (de façon comique, bien que c'était à l'origine involontaire) une tournée désastreuse autour de la Highlands dans un vieux bus. Comme de plus en plus de personnes du casting quitté la tournée, les affiches promotionnelles ont été barrés au marqueur rouge. Kennedy n'était pas heureux que programme ait été diffusé, il a estimé qu'il se moquait de lui, mais il est depuis passé à la postérité comme un morceau de la télévision classique.
Calum Kennedy est mort, âgé de 77 ans, à Aberdeen.

## Vie privée
La fille de Kennedy et Anne Gillies, Fiona Kennedy est également chanteuse et a été co-animatrice de la série pour enfants Record Breakers de la BBC au côté de Roy Castle. Sa petite-fille,Sophie Kennedy Clark, est mannequin et actrice.